# 47 днів перемир'я
«47 днів перемир'я» — український повнометражний документальний фільм 2015 року про формування, підготовку та бойові будні добровольчого батальйону оперативного призначення Національної гвардії України. 
Хронометраж фільму — 83 хвилини.
Прем’єра в Україні 13 жовтня 2015.

## Творча група
Режисер-постановник — Ростислав Шикула
Сценарист —  Ростислав Шикула
Оператор-постановник — Ростислав Шикула
Продюсер — Ростислав Шикула
Виробник — Шикула продакшн

## Зміст фільму
Фільм розповідає про події, що розгортаються в 2014 році на передовій, поблизу міста Попасна. Шестеро бійців добровольчого батальйону оперативного призначення Національної гвардії України та їх командир, виконуючи оперативне завдання, помічають, що ворог обстрілює хутір, де  мешкає вагітна жінка та двоє дітей. Бійці поспішають на допомогу і потрапляють під обстріл «Градів», але вивозять із лінії бою трьох поранених бійців Збройних сил України.

## Про автора
Ростислав Шикула — доцент кафедри біології Міжнародного економіко-гуманітарного університету імені академіка Степана Дем’янчука, мандрівник та дослідник. З липня 2014 року по січень 2015 року він захищав Батьківщину в зоні АТО. Там Ростислав і зняв цей фільм. У зоні АТО він був старшим кулеметником БТР, інструктором по виживанню у дикій природі та знімав відео для майбутнього фільму. Відзнятий відеоматеріал (від початку формування батальйону і тренувань - до заїзду в зону бойових дій) об'єднав у фільм «47 днів перемир’я».  